# Konvokace věřitelů
Konvokace věřitelů (někdy též svolání věřitelů) je způsob zjištění dluhu na pozůstalosti a možnosti jeho vyrovnání. Je součástí pozůstalostního řízení podle § 1711 a 1712 občanského zákoníku.
Konvokace se provádí pouze na návrh dědiců, příp. správce pozůstalosti. Tento návrh musí být podán ještě před skončením řízení o pozůstalosti, to znamená před rozhodnutím soudu o potvrzení dědictví. Výzvu oznamuje soud, resp. soudní komisař. „Svolání neboli konvokace věřitelů se provádí usnesením, které se jako vyhláška vyvěsí na úřední desce soudu (elektronicky i písemně) a po dobu nejméně 30 dní na úřední desce visí. Vyhláška desátým dnem vyvěšení supluje doručení všem věřitelům. Známým věřitelům se vyhláška doručí. Ve vyhlášce se stanoví lhůta minimálně tří měsíců, ve které se věřitelé soudu nebo soudnímu komisaři mohou přihlašovat. Řádným přihlášením pohledávky se míní její oznámení, vyčíslení, doložení titulu.“

## Dědic
Občanský zákoník se snaží touto formou chránit dědice před tím, že by nevěděl, jaké dluhy má povinnost v rámci pozůstalostního řízení uhradit. Konvokace věřitelů tedy slouží dědici k tomu, aby zjistil, jestli a v jaké výši jsou na jeho dědictví dluhy.
Uplatní se například tehdy, pokud dědici uvažují o likvidaci dědictví. Pokud dluhy „převyšují obvyklou cenu jím zanechaného majetku a dědicům (státu) je tak dána možnost rozhodnout se, zda v dědictví (pozůstalosti) zjištěný majetek zůstavitele bude vydán věřitelům, kteří jeho prostřednictvím uspokojí své pohledávky, nebo se rozhodnou navrhnout likvidaci dědictví (pozůstalosti).“
Dědic nemá povinnost uspokojovat věřitele před skončením celého řízení. Zároveň nemá povinnost uspokojovat nepřihlášené věřitele po skončení řízení. Dědic se zároveň může v rámci řízení vyjádřit k přihlášeným pohledávkám. Kromě této možnosti se může dědic pokusit ochránit své dědictví ještě výhradou soupisu.

## Věřitelé
Konvokace slouží také věřitelům, aby v rámci pozůstalostního řízení mohli uplatnit nárok na vyrovnání dluhu. Podle § 1712 občanského zákoníku mohou věřitelé žádat o uspokojení svých pohledávek pouze tehdy, pokud se přihlásí v řádném termínu. Další možností je to, že o jejich pohledávce dědic už věděl dříve, popř. jde o pohledávku zástavní, nebo jiné věcné právo k věci, která patří do pozůstalosti.
Neoznámení pohledávky po svolání věřitelů pak má za následek, že dědici neodpovídají dotyčnému věřiteli, pokud by uspokojením řádně a včas přihlášených pohledávek ostatních věřitelů byla vyčerpána celá pozůstalost.